# Салаїрський Дом Отдиха
Салаї́рський Дом О́тдиха (рос. Салаирский Дом Отдыха) — селище у складі Гур'євського округу Кемеровської області, Росія.
Стара назва — Салаїрський дом Отдиха.

## Населення
Населення — 123 особи (2010; 153 у 2002).
Національний склад (станом на 2002 рік):
- росіяни — 96 %